# Morze Azowskie
Morze Azowskie (ros. Азовское море; ukr. Азовське море, krymskotat. Azaq deñizi) – część Morza Czarnego w jego północnej części, znajdująca się u wybrzeży Ukrainy oraz Rosji.

## Geografia

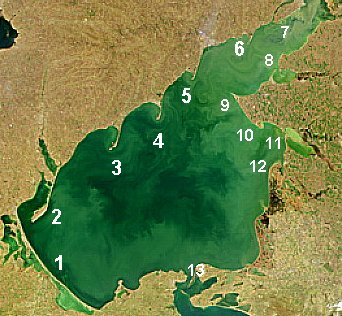
Większe mierzeje na Morzu Azowskim. Na Ukrainie: 1. Arabacka, 2. Fedotowa, 3. Obyticzna, 4. Berdianśka, 5. Biłosarajśka, 6. Krywa; w Rosji: 7. Bieglickaja, 8. Głafirowskaja (wschodnia) i Jejskaja (zachodnia), 9. Dołgaja, 10. Kamyszewatskaja, 11. Jasienskaja, 12. Aczujewskaja, 13. Czuszka

Od Morza Czarnego oddzielone jest przez Półwysep Kerczeński (część Krymu) na południu i południowym zachodzie oraz Tamański na południu i południowym wschodzie. Łączy się z nim przez Cieśninę Kerczeńską znajdującą się pomiędzy tymi dwoma półwyspami. Na południowym zachodzie szperk Mierzei Arabackiej odcina limany Sywasza od wód Morza Azowskiego.
Powierzchnia morza wynosi blisko 38 tys. km², średnia głębokość 7 m, a maksymalna dochodzi do 13,5 m. Temperatura wód powierzchniowych wynosi ok. 1 °C zimą i 25–27 °C latem, a zasolenie waha się pomiędzy 2 a 14‰. Główne zatoki to: Obyticzna, Arabacka, Termiucka, Berdiańska, Kazantypska, Taganroska, Jasieńska.
Do Morza Azowskiego uchodzą Don i Kubań. Głównymi portami są: Taganrog, Jejsk (Rosja) oraz Berdiańsk, Mariupol (Ukraina). Rozwinięty jest połów sandaczy, sardeli i śledziowatych. Wody morza są stosunkowo mocno zanieczyszczone.

## Historia

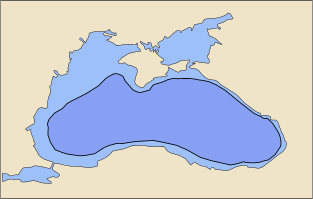
Morze Azowskie i Morze Czarne obecnie (jasnoniebieskie) i w 5600 p.n.e. (ciemnoniebieskie) wg teorii Ryana-Pitmana

Zgodnie z teorią Ryana-Pitmana powstało około 5600 roku p.n.e. wskutek zalania leżącego ówcześnie około 120 m p.p.m. słodkowodnego Morza Czarnego wodami Morza Śródziemnego i powiększenia jego obszaru głównie na północ, północny zachód i zachód. Wysuwane są przypuszczenia, że powódź ta zainspirowała mity o Potopie spotykane u ludów Europy i Bliskiego Wschodu, w tym w Biblii.

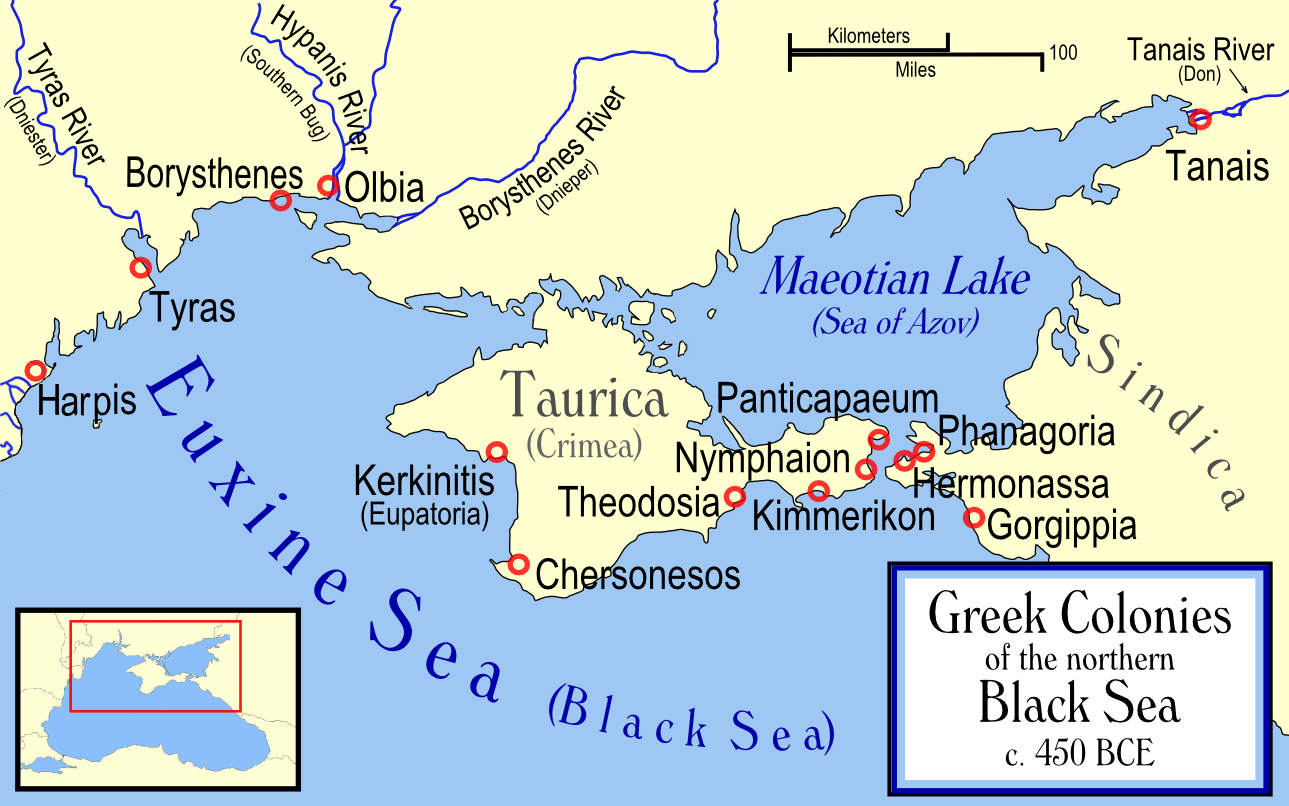
Tanais i inne miasta greckie północnego Nadczarnomorza, ok. 450 p.n.e.

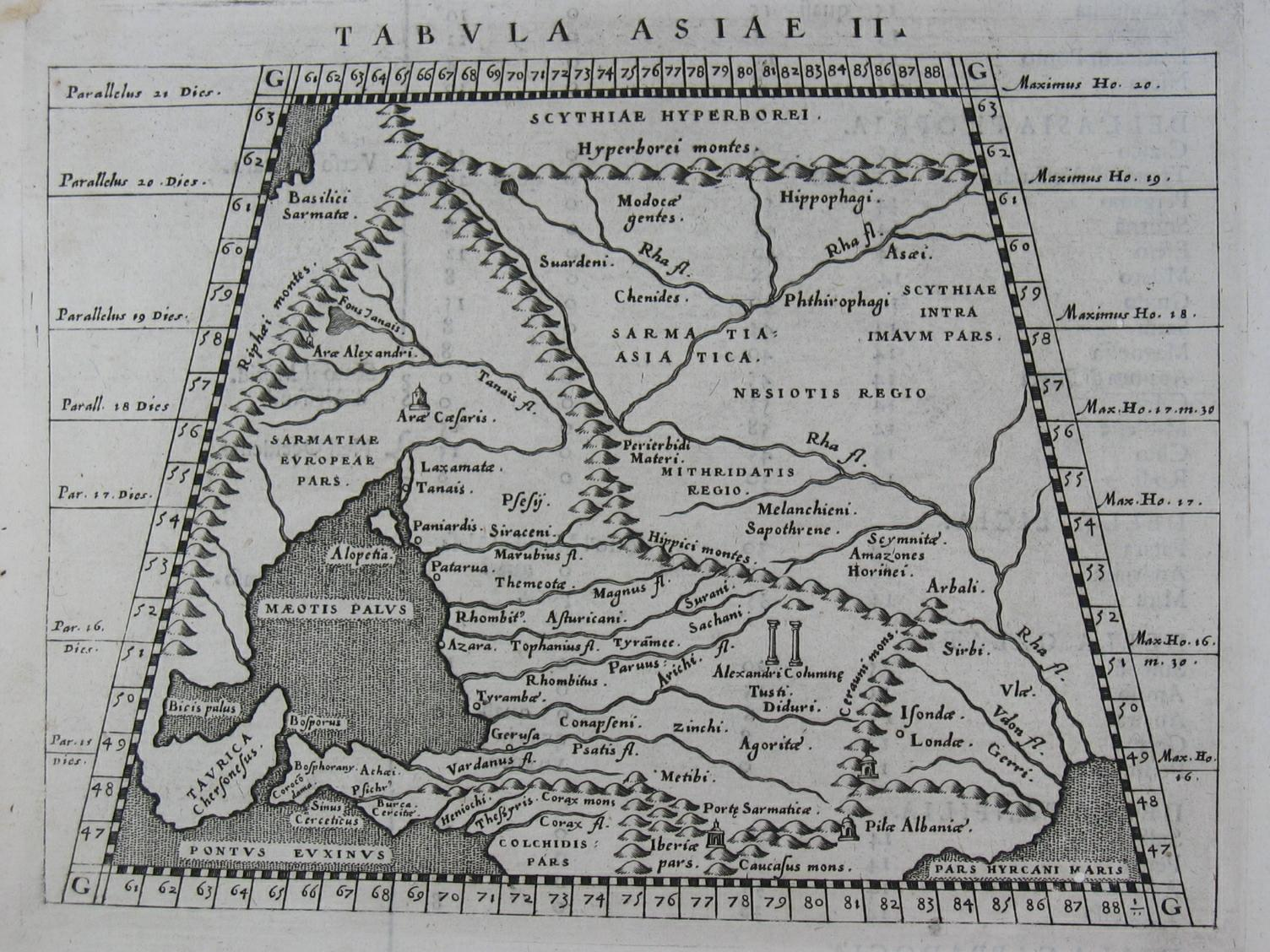
Ptolomejska mapa Tabvla Asiae II m.in. z Morzem Azowskim (Mæotic Palus), wyd. Girolamo Porro, Wenecja, 1598

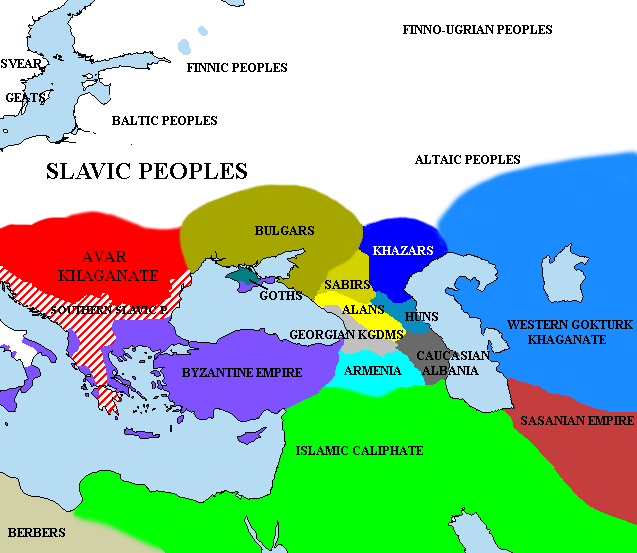
Ludy Stepu Pontyjskiego ok. 650 n.e.

W starożytności (ok. VII w. p.n.e. – IV w. n.e.) nosiło nazwy Jeziora Meockiego lub Meotydy (starogr. ἡ Μαιῶτις λίμνη, łac. Palus Maeotis, Maeotica, Maeotius, Maeotis Lacus) pochodzące od Meotów a także Cimmeriae Paludes, Cimmericum od starogreckiej oraz łacińskiej nazwy Krymu a także Morza Bosporskiego (łac. Bosporicum Mare) od Królestwa Bosporu. Pliniusz Starszy w „Historii naturalnej” na określenie współczesnego Morza Azowskiego używał również scytyjskiej nazwy Temerinda, którą tłumaczył jako matkę mórz (łac. Mater Maris).
Rejon Morza Azowskiego zajmowany był przez nomadzkie plemiona sarmackie – Roksolanów, Aorsów i Alanów wypartych przez Hunów. Około połowy III w. n.e. pojawiło się nad nim wschodniogermańskie (skandynawskie) plemię Herulów.
Pod koniec lat 70. VI w. wybrzeże Morza Azowskiego znalazło się w granicach będącego u szczytu swej potęgi pierwszego kaganatu tureckiego – imperium wschodnich ludów turkuckich, którzy w 576 roku wsparci przez Utigurów zaatakowali ziemie Bizancjum zdobywając m.in. Krym, skąd zostali wyparci. W okresie od VI do połowy VII wieku Morze Azowskie stało się morzem wewnętrznym Wielkiej Bułgarii – ziem zamieszkałych przez plemiona protobułgarskie.
W latach między 630 a 650 na ziemie Wielkiej Bułgarii swoją ekspansję skierowali Chazarowie. Zwyciężyli oni w wojnie z plemionami protobułgarskimi i zajmując ich tereny, zmusili część z nich ich do ucieczki. Na zdobytych terenach utworzyli własne państwo zwane Kaganatem Chazarskim – konglomerat etniczny (m.in. Alanowie, Goci, Protobułgarzy, Madziarowie, Pieczyngowie, Rusowie, Oguzowie), będące typowym przykładem imperium wojskowo-administracyjnego, nieposiadającego jednolitej gospodarki i opierającym swoje istnienie na przemocy. W ocenie niektórych historyków wywarli ujemny wpływ na rozwój kultury w Europie Wschodniej. Wokół typowych dla plemion koczowniczych zimowisk zaczęły powstawać osiedla o charakterze miejskim, korzystając z dogodnych warunków, tzn. położenia na szlakach handlowych. Zamieszkane były przez zróżnicowaną etnicznie ludność: kupców i rzemieślników. Od 2. połowy VII wieku nastąpiło odrodzenie się starych miast greckich (dzisiejsze: Kercz, Tmutarakań, Fanagoria), zniszczonych wcześniej przez Hunów. Nastąpił intensywny rozwój rzemiosła w miastach oraz rolnictwa i hodowli na prowincji.

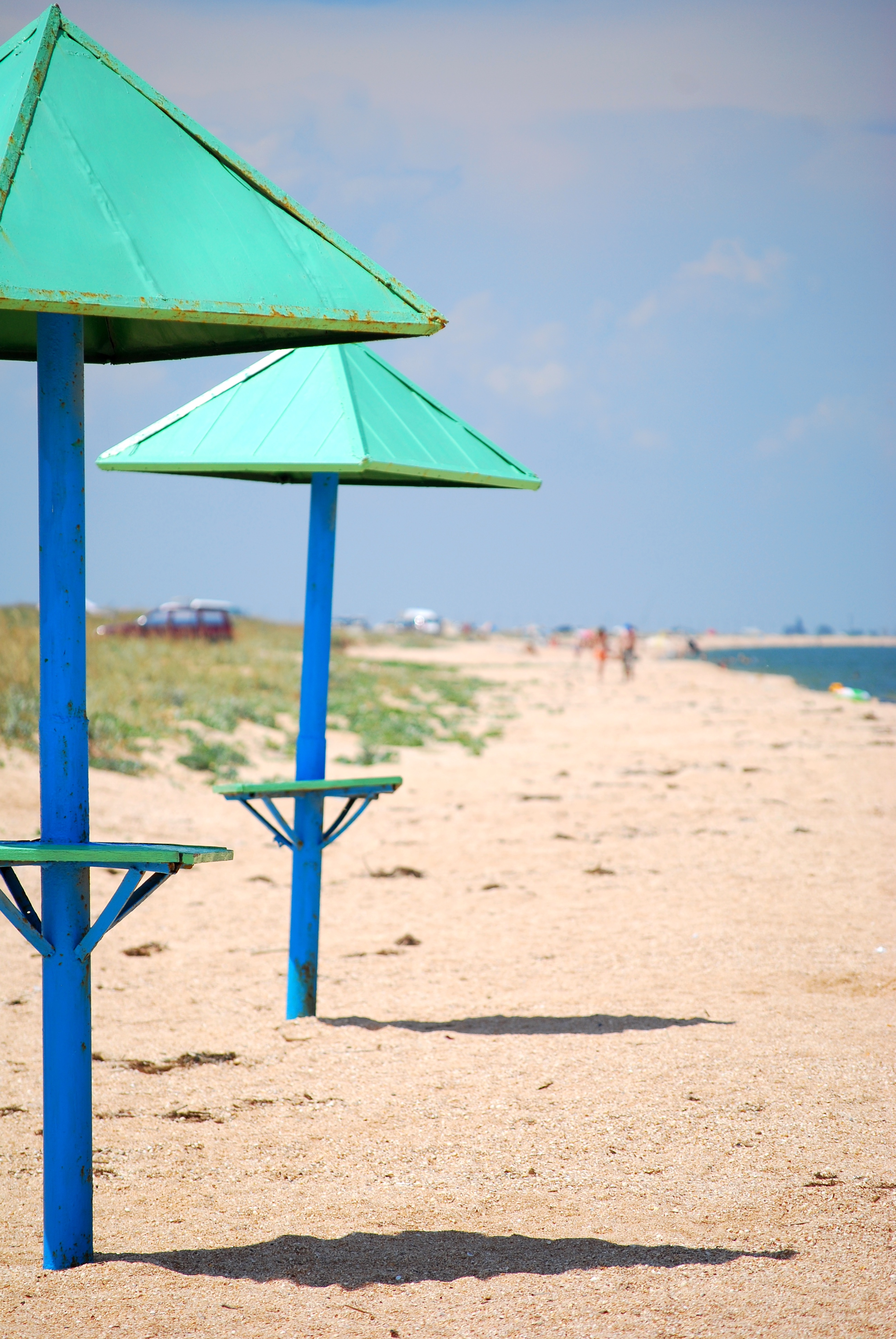
Morze Azowskie. Plaża złożona z detrytusu muszlowego na Półwyspie Kerczeńskim na Krymie.